# Хемосинтеза
Хемосинтеза је процес којим неке врсте бактерија (види хемотрофи) добијају енергију оксидацијом неких неорганских једињења (метана, амонијака, водоника итд.). Енергија која се ствара приликом таквих оксидација довољна је да бактерије обаве синтезу органских материја (храну).
Хемосинтеза заједно са фотосинтезом представљају облик аутотрофног начина исхране. Она се попут фотосинтезе врши у две фазе: светлој и тамној. Тамна фаза им је иста, док је светла разликује, јер код хемосинтезе није потребна светлост. 
Бактерије које врше хемосинтезу разлажу подлогу на којој се налазе како би дошле до енергије. Оне се деле по врсти подлоге. Најзначајније су нитрификационе бактерије, у које се убрајају: nitrosomonas и .  бактерије разграђују амонијак до нитрита. Протеини угинулих организама се разлажу до амонијака а бактерије разлажу амонијак. Nitrobacter бактерије преводе нитрите оксидацијом до нитрата. Више биљке могу једино да користе азот у  облику.